# Paraszyno (wieś w województwie pomorskim)
Paraszyno (kaszb. Paraszënò, niem.: Paraschin) – wieś kaszubska w Polsce położona w województwie pomorskim, w powiecie wejherowskim, w gminie Łęczyce. Wieś należy do sołectwa Strzebielino Osiedle.
Według danych na dzień 23 października 2019 roku wieś zamieszkuje 52 mieszkańców.

## Opis
We wsi jest 10 domów. Miejscowość była znana z hodowli pstrąga tęczowego. Ponadto znajduje się tu elektrownia wodna na rzece Łeba.

## Historia
Paraszyno to gniazdo kilku rodów szlacheckich noszących nazwisko Paraski: Zdunów-Paraskich, Bachów-Paraskich, Borskich-Paraskich i Paraszyńskich.
W czasie II wojny światowej wieś była miejscem potyczki sześcioosobowej grupy partyzanckiej Gryfa Pomorskiego dowodzonej przez Franciszka Kąkola. Dopiero w czerwcu 1944 r. po kilku akcjach w bunkrze niedaleko tej miejscowości zginęli: Franciszek Kąkol, Prakseda Dąbrowska-Stencel i Franciszka Zachariasz. W pobliżu drugiego schronu ujęto troje kolejnych partyzantów Gryfa: Brunona Krefta, Zygmunta Pobłockiego i Józefa Dzięcielskiego. Wywieziono ich do Lęborka, a następnie rozstrzelano prawdopodobnie w Gdańsku-Wrzeszczu. Brunonowi Kreftowi (zm. 31.05.2008 w Piasecznie k. Warszawy) udało się uciec do Warszawy, gdzie brał udział w powstaniu warszawskim.
Pomiędzy 1945-1954 miejscowość administracyjnie należała do województwa gdańskiego, powiatu lęborskiego, gminy Rozłazino.
Po zniesieniu gmin i pozostawieniu w ich miejscu gromad, w latach 1957–1975 miejscowość administracyjnie należała do województwa gdańskiego, powiatu lęborskiego.
W latach 1975–1998 miejscowość administracyjnie należała do województwa gdańskiego.
Obecnie miejscowość zaliczana jest do ziemi lęborskiej włączonej w skład powiatu wejherowskiego.

## Zabytki
Według rejestru zabytków NID na listę zabytków wpisany jest zespół dworski, XVIII/XIX, nr rej.: A-884 z 14.01.1978: dwór i park.